# Rudika Vida
Rudika Vida (Osijek, 12 gennaio 1963) è un ex calciatore croato, padre di Hrvoje e del vice campione del mondo Domagoj.

## Caratteristiche tecniche
È stato un centravanti molto abile nel gioco aereo e nei colpi di testa, buona parte delle sue reti le fece per l'appunto segnando di testa diventando un mito per tale esecuzione.
Per il suo stacco e per le sue abilità aeree venne soprannominato "Air Rudika".

## Carriera
Esordì nel 1988-1989 in Prva Liga con il Osijek. 
Nella stagione 1993-1994, con il NK Belišće, segnò la bellezza di 26 reti in 1. HNL posizionandosi terzo in classifica marcatori con solo tre reti di distacco dal primo.
Passò l'intera sua carriera nelle due squadre della Slavonia senza aver mai voluto abbandonare la terra natia.